# Чапмен (Пенсільванія)
Чапмен (англ. Chapman) — місто (англ. borough) в США, в окрузі Нортгемптон штату Пенсільванія. Населення — 223 особи (2020).

## Географія
Чапмен розташований за координатами 40°45′36″ пн. ш. 75°24′2″ зх. д. / 40.76000° пн. ш. 75.40056° зх. д. (40.759951, -75.400576).  За даними Бюро перепису населення США в 2010 році місто мало площу 0,93 км², з яких 0,85 км² — суходіл та 0,07 км² — водойми.

## Демографія
Згідно з переписом 2010 року, у селищі мешкало 199 осіб у 84 домогосподарствах у складі 55 родин. Густота населення становила 215 осіб/км².  Було 89 помешкань (96/км²).
Расовий склад населення:
| - 98,0 % — білих - 0,5 % — корінних американців - 0,5 % — чорних або афроамериканців |

До двох чи більше рас належало 1,0 %. Частка іспаномовних становила 1,5 % від усіх жителів.
За віковим діапазоном населення розподілялося таким чином: 22,6 % — особи молодші 18 років, 63,3 % — особи у віці 18—64 років, 14,1 % — особи у віці 65 років та старші. Медіана віку мешканця становила 43,8 року. На 100 осіб жіночої статі у селищі припадало 101,0 чоловіків;  на 100 жінок у віці від 18 років та старших — 97,4 чоловіків також старших 18 років.
Середній дохід на одне домашнє господарство  становив 58 744 долари США (медіана — 53 750), а середній дохід на одну сім'ю — 65 292 долари (медіана — 65 833). Медіана доходів становила 55 179 доларів для чоловіків та 36 250 доларів для жінок. За межею бідності перебувало 14,5 % осіб, у тому числі 29,4 % дітей у віці до 18 років та 9,1 % осіб у віці 65 років та старших.
Цивільне працевлаштоване населення становило 88 осіб. Основні галузі зайнятості: виробництво — 21,6 %, роздрібна торгівля — 18,2 %, освіта, охорона здоров'я та соціальна допомога — 17,0 %.